# Mohamed Sy Savané
Mohamed Malal Sy Savané (nascido em 30 de setembro de 1968) é um corredor guineense de média distância . Ele competiu nos 800 metros masculinos nos Jogos Olímpicos de Verão de 1992 .  Seu irmão mais novo, Amadou Sy Savané, é um velocista olímpico. 